# Pelouses, rochers et buxaie de la pointe de Givet
Pelouses, rochers et buxaie de la pointe de Givet este o arie protejată (sit de importanță comunitară — SCI) din Franța întinsă pe o suprafață de 673 ha, integral pe uscat.

## Localizare
Centrul sitului Pelouses, rochers et buxaie de la pointe de Givet este situat la coordonatele 50°07′24″N 4°50′12″E / 50.12333°N 4.83667°E.

## Înființare
Situl Pelouses, rochers et buxaie de la pointe de Givet a fost declarat arie specială de conservare în baza directivei 92/43 din 1992 referitoare la conservarea habitatelor naturale și a faunei și florei sălbatice pentru a proteja 8 specii de animale.

## Biodiversitate
Situată în ecoregiunea continentală, aria protejată conține 12 habitate naturale: Pajiști uscate europene, Pajiști uscate seminaturale și facies de acoperire cu tufișuri pe substraturi calcaroase (Festuco-Brometalia) (* situri importante pentru orhidee), Păduri aluvionare cu Alnus glutinosa și Fraxinus excelsior (Alno-Padion, Alnion incanae, Salicion albae), Grohotișuri termofile și vest-mediteraneene, Pante stâncoase calcaroase cu vegetație casmofită, Păduri de fag din Europa Centrală dezvoltate pe sol calcaros cu Cephalanthero-Fagion, Păduri de stejar sau de stejar și carpen sub-atlantice și medio-europene de Carpinion betuli, Formațiuni stabile xerotermofile de Buxus sempervirens pe pante stâncoase (Berberidion p.p.), Pajiști carstice calcaroase sau bazofile, de Alysso-Sedion albi, Peșteri inaccesibile publicului, Păduri pe pante, grohotișuri și ravene de Tilio-Acerion, Grohotișuri silicioase medio-europene, la altitudine înaltă.
La baza desemnării sitului se află mai multe specii protejate:
- mamifere (6): liliac cârn (Barbastella barbastellus), liliac cu urechi mari (Myotis bechsteinii), liliac cărămiziu (Myotis emarginatus), liliac comun (Myotis myotis), liliacul mare cu potcoavă (Rhinolophus ferrumequinum), liliacul mic cu potcoavă (Rhinolophus hipposideros)
- nevertebrate (2): fluturele auriu (Euphydryas aurinia), fluturele purpuriu (Lycaena dispar)

Pe lângă speciile protejate, pe teritoriul sitului au mai fost identificate 11 specii de plante, 4 specii de păsări, 2 specii de mamifere, 9 specii de nevertebrate, 2 specii de reptile.